# Al-Haffah (plaats)
Al-Haffah is een plaats in het Syrische gouvernement Latakia en telt 17.921 inwoners (2008).